# Bogučarka
La Bogučarka (in russo Богучарка?), o Bogučar, è un fiume della Russia europea, affluente di destra del Don. Scorre nell'oblast' di Voronež.
Il fiume scorre nella parte meridionale della regione di Voronež e scorre in direzione nord-orientale attraversando molti villaggi. Il territorio del bacino idrografico è un'area collinare con affioramenti di depositi di gesso. Sfocia nel Don a 1 022 km dalla foce, pochi chilometri dopo aver attraversato la città di Bogučar. Ha una lunghezza di 101 km; l'area del suo bacino è di 3 240 km².